# Skyggekabinet
 For alternative betydninger, se Skyggekabinet (Storbritannien).
Et skyggekabinet eller en skyggeregering er den regering, som en opposition planlægger eller formodes at danne ved et regeringsskifte. En person i et skyggekabinet kan betegnes skyggeminister. Begrebet er blandt andet velkendt fra britisk politik, hvor systemet er institutionaliseret.
Systemet kendes ikke i Danmark, hvor oppositionen i Folketinget i stedet har ordførere, der har hver sit ansvarsområde.
En skyggeregering kan også være en eksilregering, for eksempel efter Militærkuppet i Myanmar 2021, hvor oppositionen i Myanmar samlede sig i en skyggeregering under navnet Den Nationale samlingsregering, primært bestående af personer fra Aung San Suu Kyis parti, NLD.